# Samahil
Samahil (del maya: Lugar de la leguminosa Tzama) es una localidad del estado mexicano de Yucatán, localizada al suroeste de la capital del estado, Mérida y es cabecera del municipio del mismo nombre.

## Historia
Los orígenes de lo que hoy es el pueblo de Samahil no se encuentran claros ni se que cuenta con fecha de fundación exacta, aunque se sabe que existió desde la época precolombina, formando parte del kuchkabal de Ah Canul.
Tras la conquista de Yucatán y el establecimiento de la colonia española, en el régimen de encomiendas, fue otorgada como tal en 1549 a Rodrigo de Álvarez, en 1688 a Juan Rejón y en 1704 a José Solís Osorio.
Tras la independencia de México, la primera división territorial de Yucatán la incluyó en el Partido del Camino Real Bajo, cuya cabecera era la población de Hunucmá, al establecerse la división municipal quedó integrada en el municipio de Hunucmá, y finalmente por decreto del 30 de septiembre de 1918 fue constituida en cabecera municipal del municipio de Samahil.

## Geografía y demografía
Samahil se encuentra localizado a 24 kilómetros al oeste de pueblo de Umán y a 42 kilómetros al suroeste de Mérida, la capital del estado; comunicándose con ambas se comunica por medio de carretera que comienza en la Umán, donde enlaza con la Carretera Federal 180 que proviene de Mérida; sus coordenadas geográficas son 20°53′09″N 89°53′22″O / 20.88583, -89.88944 y a una altitud de 10 metros sobre el nivel del mar. Los resultados del Conteo de Población y Vivienda de 2005 realizados por el Instituto Nacional de Estadística y Geografía dan un total de 2,704 habitantes en Samahil, de los cuales 1,342 son hombres y 1,362 son mujeres datos obtenidos con referencia al 2005.

## Galería

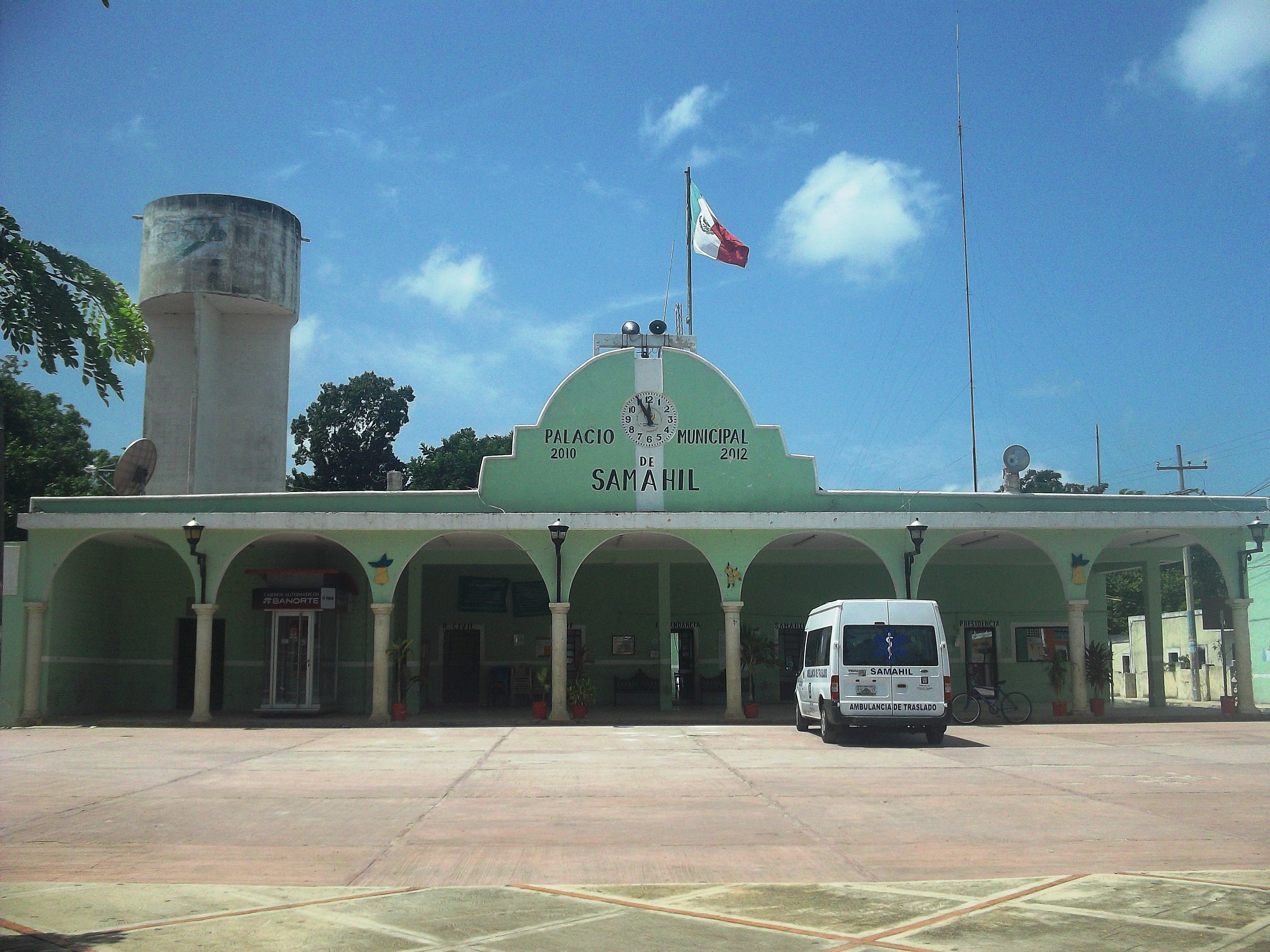
Palacio municipal de Samahil.
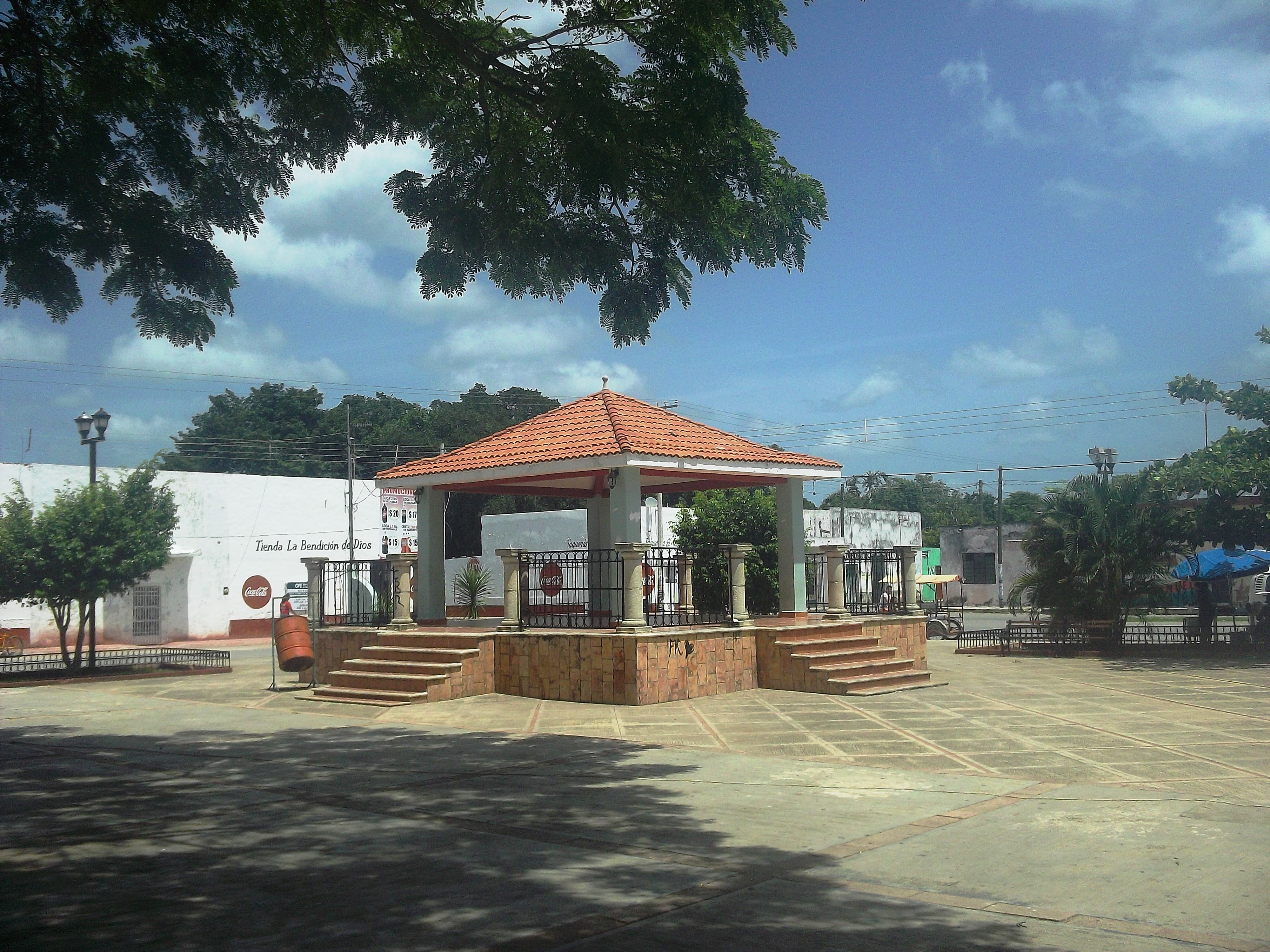
Parque principal de Samahil.
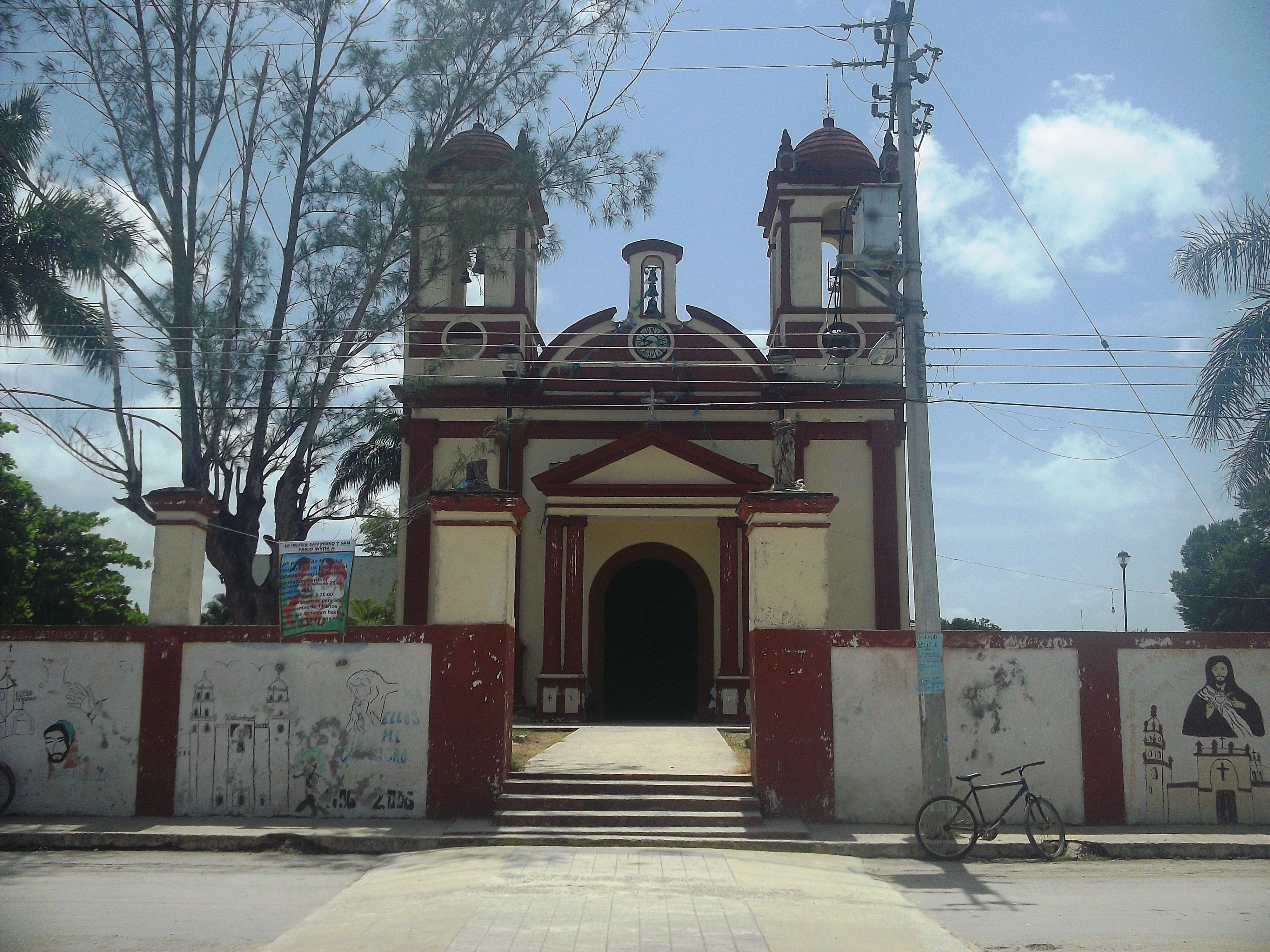
Iglesia de Samahil.
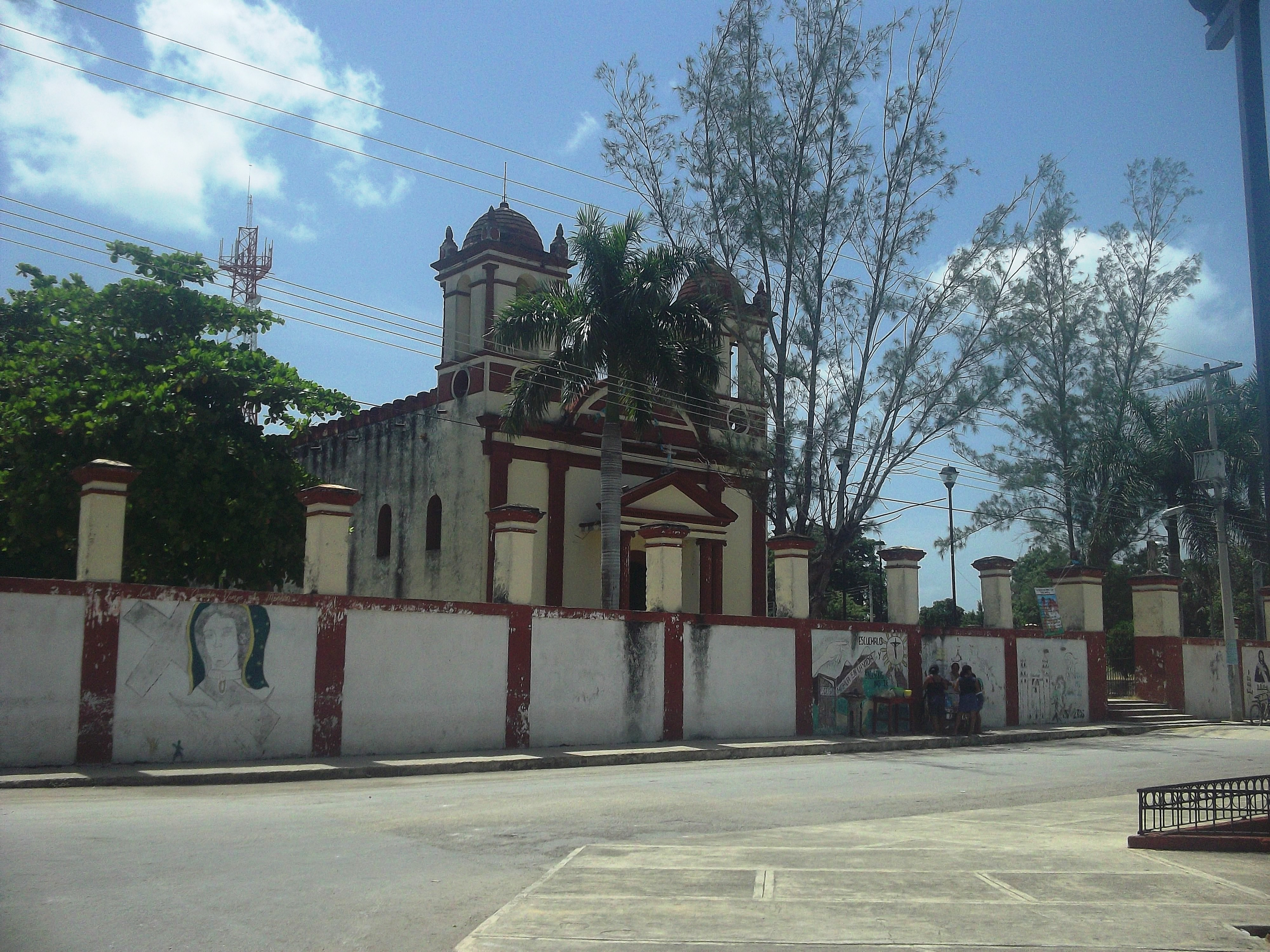
Iglesia de Samahil.